# Das Biest (1959)
Das Biest (Im Original: The Bat, alternativ: Die Fledermaus) ist ein US-amerikanischer Thriller von Crane Wilbur aus dem Jahr 1959, mit Vincent Price und Agnes Moorehead in den Hauptrollen. Die Vorlagen dazu lieferten Mary Roberts Rinehart mit dem Roman „The Circular Staircase“ (1908) und ihrem Stück „The Bat“ (1920), das sie gemeinsam mit Avery Hopwood verfasste.

## Handlung
Cornelia van Gorder ist eine bekannte Autorin von Krimi- und Gruselgeschichten und will die Sommermonate auf dem vom Neffen ihres Bankiers John Fleming angemieteten Landsitz Eichengrund verbringen. Mit dabei ist ihr Hauspersonal aus der Stadt mitsamt ihrer Hausdame Lizzie Allen. Kaum angekommen, will das Personal schon wieder weg, denn man hat gehört, dass hier in der Umgebung ein Mörder herumschleichen soll, den alle nur „Das Biest“ nennen. Außerdem soll es hier auch noch Fledermäuse geben, die die Tollwut haben und angeblich sogar von dem „Biest“ instrumentalisiert werden. Der Mörder habe die Fledermäuse infiziert und sie dann ausgesetzt, so sagt man im Ort. Cornelia lässt sich von der Gerüchteküche nicht weiter beunruhigen, sie will auf jeden Fall bleiben. In der ortsansässigen Bank, wohin Cornelia und Lizzie gehen, gibt es ein anderes Problem. Aus dem Safe sind Wertpapiere in Höhe von rund einer Million Dollar verschwunden. Nur Flemings Stellvertreter Victor Bailey, der den Verlust feststellte und sofort Polizei-Kommissar (Lieutenant) Anderson verständigte, sowie Bankpräsident Fleming haben Zugang zu dem Tresor. Fleming kann jedoch nicht zwecks Befragung kontaktiert werden, denn der befindet sich mit seinem Hausarzt, Dr. Malcolm Wells, auf einer Jagdhütte in den Bergen, wo es kein Telefon gibt.
Auf der Hütte gesteht Fleming Wells gegenüber, dass er Wertpapiere im Wert von etwa einer Million Dollar unterschlagen habe. Fleming bietet seinem Arzt einen Deal an: Er solle seinen Tod beurkunden, damit Fleming mit all dem Geld irgendwo einen Neuanfang starten könne. Dafür wolle Fleming mit Wells halbe-halbe machen. Als Fleming-Ersatz soll der noch zu ermordende Träger Sam, der für morgen erwartet wird, herhalten. Fleming droht Dr. Wells mit einem mitgebrachten Revolver zu erschießen, sollte er nicht mitmachen. Plötzlich riechen die beiden Männer von draußen Rauch: der Wald brennt. Dr. Wells, der von Fleming erfahren hat, wo dieser die Wertpapiere gebunkert hat, nutzt die Gelegenheit und erschießt den Bankpräsidenten mit einem Jagdgewehr. Das Feuer vernichtet auch die Hütte und den Leichnam des Millionendiebs. Wells kehrt zurück mit Flemings Leiche und verbreitet die Geschichte vom bei einem Brand verunglückten Bankchef. Cornelias Angestellte sind nun noch mehr beunruhigt, jetzt soll das Biest auch noch mit einem halbverbrannten Gesicht gesehen worden sein. Seine Opfer seien stets Frauen, denen er mit einer Stahlklaue die Hälse aufreißen würde. Als in der Nacht ein starker Wind weht, und durch ein offenes Fenster auf Eichengrund ebenfalls unheimliche Geräusche macht, beginnen sich nun auch Cornelia und ihre Hausdame zu beunruhigen. Tatsächlich greift eine grässliche Klause durch die Eingangstür und erschreckt Lizzie fast zu Tode.
Während sich Lizzie und ihre Chefin in Cornelias Schlafzimmer verbarrikadieren, dringt das „Biest“ mit der Klaue in das Haus ein. Als die telefonisch informierte Polizei ihren Besuch ankündigt, verschwindet das „Biest“ ebenso lautlos wie es gekommen war. Noch in derselben Nacht kehrt es zurück und schleust eine kleine Fledermaus in das Schlafzimmer der beiden allmählich hysterisch werdenden Frauen. Der in seinem Labor Fledermausexperimente machende Dr. Wells bricht nach einem Notruf noch in derselben Nacht zum Eichengrund auf und versorgt die von der Fledermaus verursachten Bisswunde bei Lizzie. Polizist Anderson, der sich vor dem Labor versteckt hielt, bricht dort ein und versucht den Dingen um die gesichteten Fledermäuse auf den Grund zu gehen. Wells versorgt derweil Lizzie und empfiehlt Cornelia, das Haus zu verlassen. Es gäbe Gerüchte, dass dieser Ort verflucht sei. Bald darauf finden sich mehrere Damen als Gäste auf Eichengrund ein: Dale Bailey, die Frau des Vizepräsidenten der Bank, und Judy Hollander. Derweil erhält auch Mark Fleming, der Neffe des toten Bankchefs, Besuch, und zwar vom Polizeiermittler Anderson. Der vermutet, dass die verschwundenen Wertpapiere auf Eichengrund, dem Besitz von dessen Onkel, sein müssten. Mark schmuggelt sich heimlich ins Haus des Onkels, die Baupläne unterm Arm Hier will er nach einem Versteck suchen, in dem die Wertpapiere sein könnten. Dabei gerät er in die Fänge des „Biests“, das ihn umbringt und die Leiche im Wandschrank hinter einer Wanduhr versteckt.
Nun will der ebenfalls eingetroffene Anderson auf „Biest“-Jagd gehen und bittet alle anwesenden Frauen, sich für die Rest der Nacht einzuschließen. Dann geht er vor die nachtdunkle Villa und schaut sich um. Währenddessen schleicht sich das „Biest“ ins Haus herein und kappt die Telefonverbindungen. Während die Frauen in ihren Zimmern ruhen, durchstöbert das „Biest“ die dunklen Eichengrund-Örtlichkeiten, auf der Suche nach dem Versteck für die Wertpapiere. Doch zwei der weiblichen Hausgäste hören die Geräusche, die er macht, und stehen auf. Als das „Biest“ eine der Frauen attackiert und dabei Mrs. Hollander tötet, kommen die anderen hinzu. Das „Biest“ flieht, nachdem Cornelia einen Haken nach ihm geworfen hat. Dann kehrt Anderson zurück und auch Dr. Wells, der eine verdächtige Kopfverletzung hat. Er sagt, er habe sich diese bei einem Unfall auf der Straße zugezogen. Cornelia van Gorder beginnt nun selbst, das Herrenhaus zu untersuchen und stößt auf ein geheimes Hinterzimmer, in dem sie versehentlich eingeschlossen wird. Dr. Wells stellt derweil das „Biest“ in seinem Labor. Dort kommt es zu einem Kampf zwischen den beiden, bei dem das „Biest“ den Fleming-Mörder tötet und eine falsche Selbstmord-Nachricht zurücklässt. Das „Biest“ kehrt nach Eichengrund zurück und setzt dort den Schuppen in Flammen, um die Bewohner des Anwesens nach außen zu locken. Doch Cornelia riecht den Braten und bleibt mit den anderen Bewohnern im Anwesen. Tatsächlich schleicht das „Biest“ in falscher Gewissheit nach oben, um den geheimen Safe im verborgenen Hinterzimmer zu öffnen. Dabei wird er überrascht und erschießt mit Andersons Vertretung Davenport eine weitere Person. Doch als er Cornelia und die anderen Frauen ebenfalls erschießen will, wird er von hinten selbst erschossen. Butler und Chauffeur Warner hat das „Biest“ erledigt. Der Killer war Kommissar Anderson, der einst sein eigenes Geld in die von Fleming gestohlenen Wertpapiere investiert hatte und „seinen“ Besitz zurückholen wollte.

## Synchronisation
Die deutsche Synchronfassung entstand bei der IFU in Remagen. Helmut Harun schrieb das Dialogbuch und Horst H. Roth führte Regie.
| Rolle                   | Darsteller         | Synchronsprecher      |
| ----------------------- | ------------------ | --------------------- |
| Dr. Malcolm Wells       | Vincent Price      | Wolfgang Eichberger   |
| Cornelia van Gorder     | Agnes Moorehead    | Carola Höhn           |
| Kommissar Andy Anderson | Gavin Gordon       | Siegfried Schürenberg |
| Lizzie Allen            | Lenita Lane        | Ursula Grabley        |
| Dale Bailey             | Elaine Edwards     | Marianne Mosa         |
| Mark Fleming            | John Bryant        | Holger Hagen          |
| Victor Bailey           | Mike Steele        | Heinz Welzel          |
| Detective Davenport     | Robert B. Williams | Alwin Joachim Meyer   |
| Mrs. Patterson          | Riza Royce         | Toni Treutler         |

## Produktionsnotizen
Das Biest wurde am 9. August 1959 in den USA uraufgeführt. In Deutschland lief der Film am 3. Februar 1961 an.

## Weitere Verfilmungen
Das Biest war bereits die vierte Hollywood-Verfilmung dieses beliebten Bühnenstoffes. Die ersten beiden Versionen von The Circular Staircase aus dem Jahr 1915 und Das Rätsel der Fledermaus (Originaltitel: The Bat) von 1926 waren noch Stummfilme, die dritte Verfilmung unter dem Titel The Bat Whispers ein früher Tonfilm (1930).

## Kritiken
Der Movie & Video Guide empfand Das Biest als „werkgetreue Verfilmung“.

„Halb kindischer Grusel, halb plumpe Kriminalgeschichte.“

Halliwell‘s Film Guide meinte, der Film sei ein „armseliges Remake eines 20er-Jahre-08/15-Bühnenthrillers“.